# トラベルセントリー
トラベルセントリーは飛行保安局(例えば、運輸保安庁)が開ける旅行用錠を含む旅行保安で使える統一を立てる会社である。

## 履歴
トラベルセントリーは2003年に創立。 初めの「トラベルセントリー承認」された錠は2003年11月12日に発売が開始された。まず、鍵錠とダイヤル錠だけこの統一で作成された。 2004年には、最小の統合されたトラベルセントリー錠がある荷物は紹介された。
2019年では、5億トラベルセントリーのロックと荷物が伝わっている。

## 荷物錠
トラベルセントリーは運輸保安庁、カナダ航空運輸保安庁および他の保安局で「承認し、認識された」ロックシステムを立て、特別なツールとコードで開いたり締めたりするために保安局に許可する。トラベルセントリーの提供されたツールは、運輸保安庁のすべての450か所の管理する空港におけるすべての荷物検査警備にある。
トラベルセントリーはシステムがアメリカ合衆国とカナダにすべての空港に使われる。そして、オーストリア、ベルギー、中国、チェコ、デンマーク、フィンランド、ドイツ、イスラエル、日本、オランダ、大韓民国、スイスおよびトーゴに何か所の空港に使われる。 しかし、アメリカ合衆国以外の国における安全保障局は公開的に荷物が開かれることが要ると述べない。
システムは世界中に荷物ブランド、錠製造会社および旅行用品卸業会社を含む会社に500社免許された。

## ギャラリー

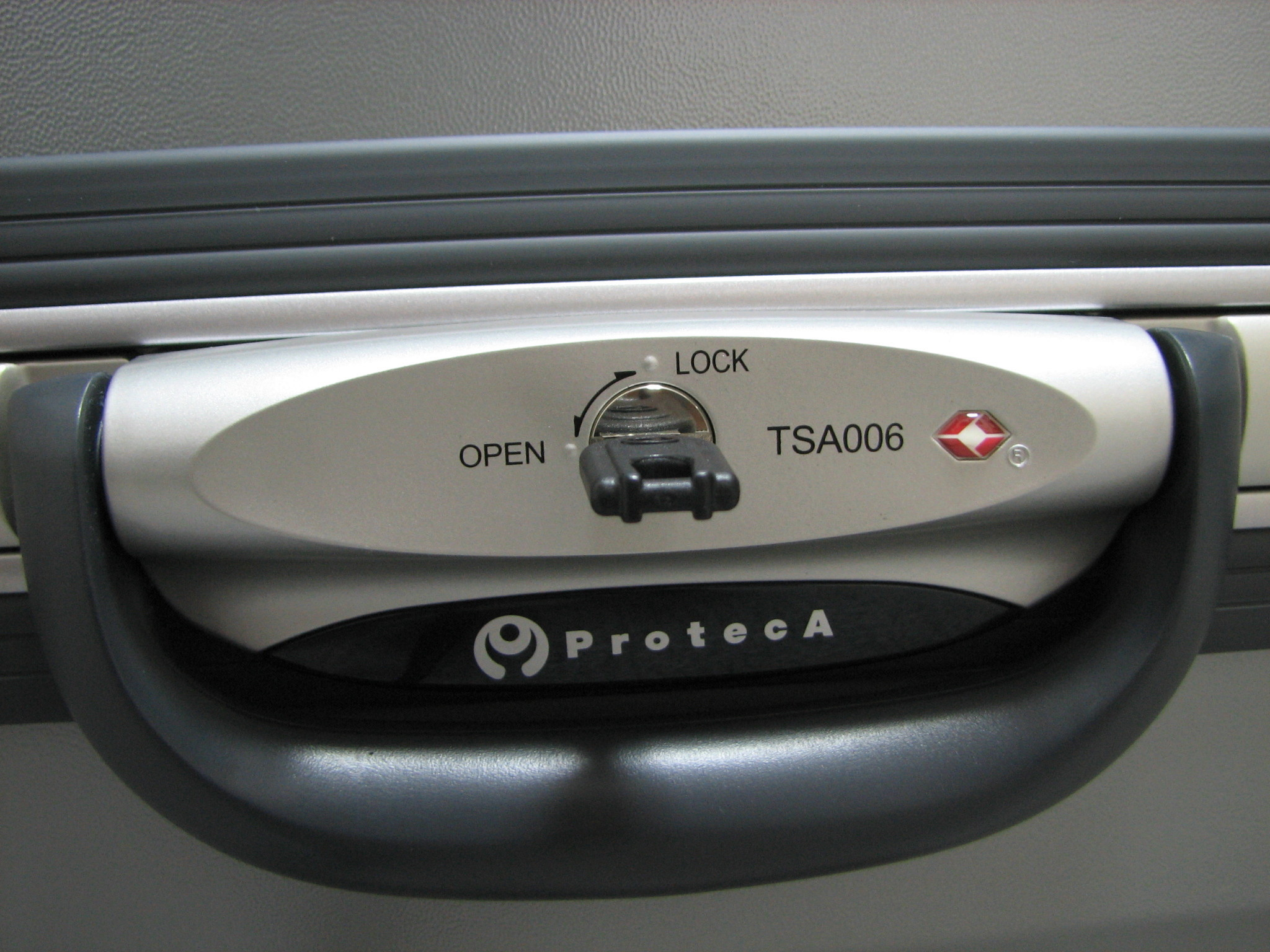
TSAロックを含む荷物
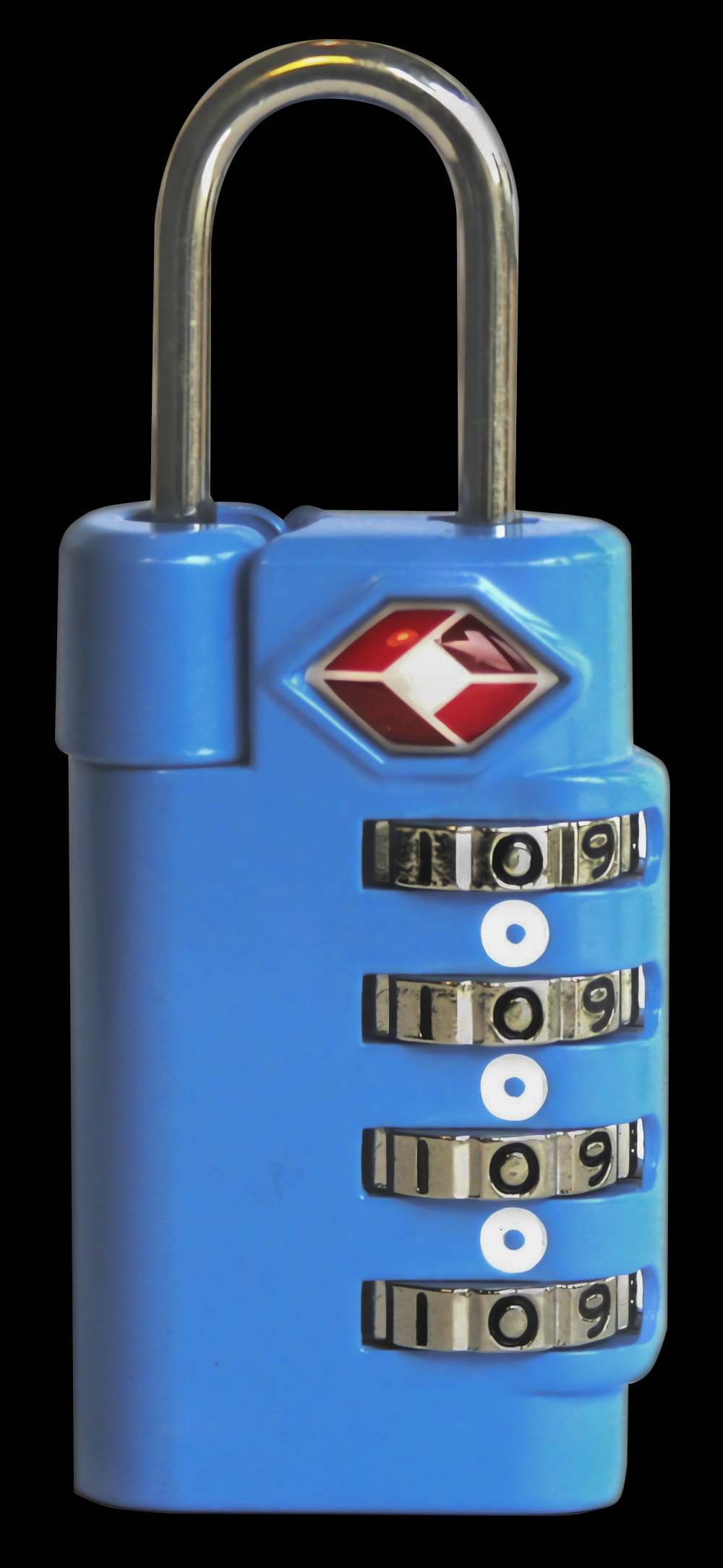
TSAロック - ダイヤル錠
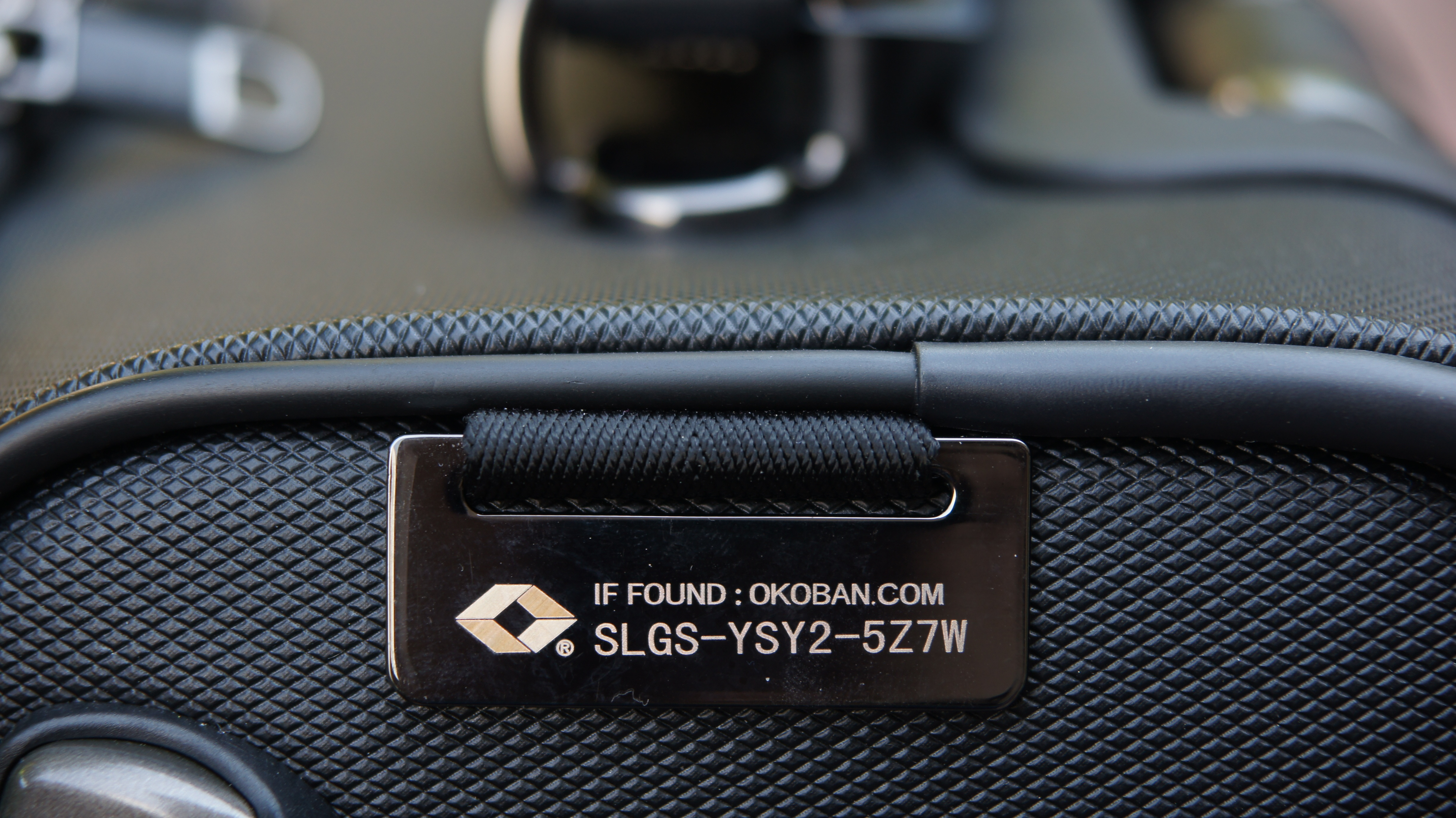
荷物に彫ったOKOBAN UID

## マスターキーの悪化
ワシントンポストの2014年の記事には、特別なツールの写真は含まれ、写真は後に外されたのに速く放送された。 安全研究者は、誰でもマスターキー作れ、入れなしで錠を開け、錠を悪くにならせる。多分TSAロックのリバースエンジニアリングで専門家並みの泥棒が出発の前にマスターキーを持ったかもしれない。鍵の写真は2011年にアップロードされた。